# Kamila Kopsová
Kamila Kopsová (* 1981 Tábor) je česká spisovatelka a odbornice na komunikaci s dětmi.

## Vzdělání
Gymnázium v Soběslavi, Vyšší odborná zdravotní škola v Příbrami obor fyzioterapie (dokončeno s červeným diplomem).[zdroj⁠?!]

## Profesní dráha
Je spolu s manželem Petrem autorkou diagnostické metody pro děti a dospělé Kops Method® (česky metoda Životní mapy®). Přednáší v Čechách i v zahraničí, školí odborníky z oblasti pedagogiky, psychologie a psychiatrie.
Diagnostickou metodu Kops Method® a své zkušenosti s ní představila v několika knihách. V roce 2014 vyšla v nakladatelství EDIKA (Albatros) první kniha Tygr dělá uáá uáá.... V roce 2015 vyšlo Jak se krotí tygr, v roce 2016 Jak se domluvit s tygrem a Tygří třídní kniha, v roce 2017 pak Kniha neobyčejných kouzel.
Pracuje také s dětmi s ADHD, zvláště v oblasti komunikace. V roce 2017 obdržela čestné uznání za přínos v práci s dětmi s ADHD od KIU univerzity na Sri Lance v Kolombu, kde byla hlavním přednášejícím na konferenci A new method to approach children with ADHD. Přednáší na pedagogických a psychologických konferencích, zároveň se věnuje průběžné vzdělávací a přednáškové činnosti. Jako expert přednáší na vysokých školách (pedagogika a psychologie).
Od roku 2017 spolupracuje s University of Minnesota, Mineapolis – John Moravec, PhD., Renata Ticha, PhD. (Director of Global Resource Center for Inclusive Education).
Jejích zkušeností využívá nejen laická veřejnost, ale také odborníci v oblasti pediatrie, pedagogiky a psychologie. Odkazy na její práci proto lze proto najít v odborné literatuře jako například Nemocné dítě – Průvodce pro rodiče nebo Osobnost předškolního pedagoga. Mnoho zmínek lze také nalézt v časopisech v Česku i na Slovensku.
Jako autorka úspěšných knih je také zvána do televizních a rozhlasových pořadů. Všechny knihy autorů Kamily a Petra Kopsových vyšly také v českém a slovenském jazyce, od roku 2021 vychází knihy i v Německu.

## Dílo
- Tygr dělá uáá uáá... (2014, EDIKA) ISBN 978-80-266-0597-3
- Jak se krotí tygr (2015, EDIKA) ISBN 978-80-266-0811-0
- Jak se domluvit s tygrem (2016, EDIKA) ISBN 978-80-266-1046-5
- Tygří kniha (2016, EDIKA)
- Kniha neobyčejných kouzel (2017, EDIKA) ISBN 978-80-266-1184-4
- Tiger macht roar roar (2020, ONE WORLD) ISBN 978-3-95778-240-3
- Deník zvědavého tygra (2021, EDIKA) ISBN 978-80-266-1664-1